# Члени УЦР 3-го складу
Українська Центральна Рада
07.08.1917 — 31.03.1918
| Склад УЦР                                      |
| ---------------------------------------------- |
| А                                              |
| Абрамович Соломон Мойсейович                   |
| Авдієнко Михайло Оверкович                     |
| Айзенштадт Мордух Лейзерович                   |
| Аласін Олександр (совєт солдатських депутатів) |
| Александров Н.                                 |
| Алексєєв Степан Олексійович                    |
| Альтер Віктор                                  |
| Андрієвський Опанас Михайлович                 |
| Аптекар Лев Ілліч                              |
| Артеменко Павло                                |
| Артюх Андрій                                   |
| Б                                              |
| Бабич Борис В'ячеславович                      |
| Бабенко Іван                                   |
| Бабій Тихон                                    |
| Багрій Карпо                                   |
| Бала Михайло Павлович                          |
| Балабан Сава                                   |
| Балабанов Михайло (Самуїл) Соломонович         |
| Балаховський Данило Григорович                 |
| Баніта Григорій                                |
| Барановський Христофор Антонович               |
| Батієвський Андрій                             |
| Батраков                                       |
| Базяк Ісаак Григорович                         |
| Безпалий Гнат Іванович                         |
| Безрадецький Олександр                         |
| Белеха Федір                                   |
| Бергельсон Давид Рафаїлович                    |
| Бердичевський Сергій Ілліч                     |
| Березняк Саватій Іванович                      |
| Бесараб Петро Кіндратович                      |
| Біднов Василь Олексійович                      |
| Білецький Спиридон Максимович                  |
| Білик Микола Якимович                          |
| Білінін Олександр                              |
| Білінський Петро Платонович                    |
| Білоцерківський Марк Львович                   |
| Біляшівський Микола Федотович                  |
| Блонський Пантелеймон Йосипович                |
| Боб Іван                                       |
| Богацький Пантелеймон                          |
| Бойко Василь Сидорович                         |
| Бойко Платон                                   |
| Бойченко Кирило                                |
| Бойченко Павло Федорович                       |
| Бондаренко Іван                                |
| Бондаренко Яків Миколайович                    |
| Бондар-Обміняний Матвій Платонович             |
| Борзенко Іван                                  |
| Борисенко Павло Якович                         |
| Борохов Бер                                    |
| Боцула                                         |
| Бочковський Леонард Юліанович                  |
| Брегман Йосиф                                  |
| Брусило Йосип Йосипович                        |
| Букша Кіндрат                                  |
| Буланчук Денис                                 |
| Бульба Володимир                               |
| Булнер                                         |
| Бурдун Лев Тимофійович                         |
| Бурлюк Павло                                   |
| Буслович Олександр Михайлович                  |
| Бутенко Борис Аполлонович                      |
| Буцький Яків                                   |
| В                                              |
| Вайнштейн Арон Ісаакович                       |
| Вайсберг                                       |
| Василенко Костянтин Прокопович                 |
| Василенко Микола Прокопович                    |
| Василенко Михайло                              |
| Василенко Олександр                            |
| Вашай Антін                                    |
| Вдовиченко Олексій                             |
| Відибіда-Руденко Петро Порфирович              |
| Власенко Іван Герасимович                      |
| Велигорський Петро                             |
| Величко Мефодій                                |
| Величко Костянтин Павлович                     |
| Вельвовський                                   |
| Вербиленко Іван Гаврилович                     |
| Верле Готфрід Теодорович                       |
| Веселовський Сергій Феофанович                 |
| Вирва Ілля Давидович                           |
| Винниченко Володимир Кирилович                 |
| Висоцький Зиновій Тарасович                    |
| Вишневецький Володислав                        |
| Вікул Сергій Павлович                          |
| Вілінський Олександр Валер'янович              |
| Віленський Марк                                |
| Вількенштейн                                   |
| Вірний Бенеш-Лейб                              |
| Волошин Василь                                 |
| Волошин Олександр Федорович                    |
| Волощук Андріан                                |
| Войтенко Павло                                 |
| Ворожко Яків                                   |
| Воропай Пилип                                  |
| Воробйов Гаврило Юхимович                      |
| Вротновський-Сивошапка Костянтин Германович    |
| Врублевський Микола Євтихійович                |
| Г/Ґ                                            |
| Гавриленко Іван                                |
| Гавриленко Юхим                                |
| Гайдук Артем Хомич                             |
| Гайдар Трохим Тодосійович (Федосійович)        |
| Галькер Лука                                   |
| Ганжа Р.І.                                     |
| Гарбер Натан                                   |
| Гармашов Олексій                               |
| Гармаш Євтихій Іванович                        |
| Гаркуша Макар                                  |
| Гартинський Микола                             |
| Гацкевич                                       |
| Гаштецький                                     |
| Ґалаґан Микола Михайлович                      |
| Гельман Мойсей Шмарійович                      |
| Гельфман Хаїм-Янкель Шимонович (А. Літвак)     |
| Гельфонс                                       |
| Гелюх Арсеній Никифорович                      |
| Гендельман Яків                                |
| Герасименко Петро Володимирович                |
| Герасимчук Іван                                |
| Герасимів Григорій Костянтинович               |
| Герасимів                                      |
| Гербелр Анна                                   |
| Гермайзе Йосип Юрійович                        |
| Гершенгорн Олександр                           |
| Гланько Федір Хомич                            |
| Глібовський Юрій Євграфович                    |
| Головин                                        |
| Голоскевич Григорій Костянтинович              |
| Голуб Віктор                                   |
| Гольберг Хаїм Моїсейович                       |
| Гольдельман Соломон Ізраїльович                |
| Гольденвейзер Олексій Олександрович            |
| Гольц Павло                                    |
| Гончарук Григорій Іванович                     |
| Горемика-Крупчинський І.М.                     |
| Граждан Степан                                 |
| Григорович                                     |
| Грищенко Маркіян                               |
| Григоріїв Никифор Якович                       |
| Григоренко Іван                                |
| Грінберг Мойсей                                |
| Грінфельд Йона Ізраілевич                      |
| Грушевський Михайло Сергійович                 |
| Грушевська Марія-Іванна Сильвестрівна          |
| Грушенко Олексій Володимирович                 |
| Гуленко Корній                                 |
| Гунько Кирило Никифорович                      |
| Гусенко Андрій                                 |
| Гуревич Григорій                               |
| Гутман Мойше Лейбович                          |
| Д                                              |
| Давидчук Євген                                 |
| Данченко Аркадій                               |
| Дежур-Журов Юрій (Георгій) М.                  |
| Дембський Іван                                 |
| Демерлій Павло                                 |
| Дешевий Михайло                                |
| Дзятина Сергій                                 |
| Діденко Іван Петрович                          |
| Дігун Іван Несторович                          |
| Дмиш Семен                                     |
| Довгий Іван Григорович                         |
| Довгопольський Іван                            |
| Довженко Василь Данилович                      |
| Дорошко Федір Васильович                       |
| Домославський Казімір Станіславович            |
| Драгомирецький Антін Григорович                |
| Драник Роман Григорович                        |
| Драчук Давид                                   |
| Друганов                                       |
| Дубинський Костянтин                           |
| Дубовий Федір Євдокимович                      |
| Дубрівний Олексій                              |
| Дудич Володимир Самойлович                     |
| Дудкін Іван                                    |
| Дудник Карпо Гарасимович                       |
| Духовський Володимир М.                        |
| Дурач Теодор                                   |
| Духовний Бенціон Ізраїльович                   |
| Душкан                                         |
| Дяченко Євген                                  |
| Е                                              |
| Ельдельман                                     |
| Ерастов Степан Іванович                        |
| Є                                              |
| Єреміїв Михайло Михайлович                     |
| Єфименко Тимофій                               |
| Єфремов Сергій Олександрович                   |
| Ж                                              |
| Жарко                                          |
| Жидачівський Василь                            |
| Жуков Леонід                                   |
| Жуковський Олександр Тимофійович               |
| Журавель Андрій Андрійович                     |
| Журик Микола                                   |
| З                                              |
| Завірець Тимофій                               |
| Заїченко-Жадько Володимир                      |
| Заливчий Андрій Іванович                       |
| Захаров Прокіп                                 |
| Захарченко Анастасія Дмитрівна                 |
| Захарчук Кіндрат                               |
| Зайцев Лев                                     |
| Зайцев Павло Іванович                          |
| Зайченко                                       |
| Залужний Олександр Самійлович                  |
| Заславська-Круповецька Г.                      |
| Збаразький Ананій Степанович                   |
| Здравствуй Степан Якович                       |
| Зиновій Яків                                   |
| Зільберфарб Мойсей Іцкович                     |
| Зінченко Семен Єлисеєвич                       |
| Знахаренко Гаврило                             |
| Зозуля Яків Максимович                         |
| Золотарьов Олександр Йосипович                 |
| І                                              |
| Іванів Михайло Іванович                        |
| Іванов Іван                                    |
| Іванченко Євтихій                              |
| Івинський Генріх                               |
| Іляшенко Роман                                 |
| Ільченко Олексій Пантелеймонович               |
| Ісаєвич Дмитро Григорович                      |
| Іоселевич Матвій                               |
| К                                              |
| Каганов Еля                                    |
| Калиненко Кирило Семенович                     |
| Камінний                                       |
| Капкан Юрій Євгенович                          |
| Карабут Іван                                   |
| Карабчевський Киріон                           |
| Карпенко Іван                                  |
| Карпенко Олексій                               |
| Касяненко Григорій Іванович                    |
| Касяненко Євген Іванович                       |
| Касіка Григорій Антонович                      |
| Качура Сергій Гордійович                       |
| Кедровський Володимир Іванович                 |
| Кекало Василь                                  |
| Кизима Лука                                    |
| Кияниця Максим                                 |
| Кіт Василь                                     |
| Кістер Юрій                                    |
| Клепацький Павло Григорович                    |
| Клер Олімпіада Григорівна                      |
| Клунний Петро Михайлович                       |
| Кобилянський Люцій Ремігійович                 |
| Коваленко Данило                               |
| Коваленко Юхим                                 |
| Ковалевський Микола Миколайович                |
| Ковальський Андрій                             |
| Ковальський Матвій                             |
| Ковальський Микола Миколайович                 |
| Ковалів Левко Борисович                        |
| Ковенко Михайло Микитович                      |
| Ковчан Ананій                                  |
| Коган Михайло                                  |
| Козачок Анатолій Григорович                    |
| Козимчук Сава                                  |
| Колесник Дмитро                                |
| Колесниченко Порфирій                          |
| Коломієць Олександр Павлович                   |
| Коломієць Янкель                               |
| Колос Сергій Григорович                        |
| Колтун Мойсей-Давид                            |
| Кондратюк Максим                               |
| Кондрашко Трохим                               |
| Кондратович Лука Лукич                         |
| Копитець Федір                                 |
| Копійка Данило                                 |
| Копійко Зіновій Самійлович                     |
| Корж Кузьма Олексійович                        |
| Коркішко Влас                                  |
| Коркушко Василь                                |
| Корнієнко Тихін                                |
| Корнгольд Станіслав                            |
| Коробко Василь                                 |
| Коробенко Данило Федорович                     |
| Коробчанський Петро Іванович                   |
| Косинський Володимир Андрійович                |
| Косицький Іван                                 |
| Костюшко Лука Олександрович                    |
| Котляр Олексій                                 |
| Котляр Федір                                   |
| Кошеленко Йосип Якимович                       |
| Кощавка Василь                                 |
| Красний Пінхас Абрамович                       |
| Красько-Кравченко Оверко Никифорович           |
| Кривда-Соколенко Петро                         |
| Крижанівський Федір Іванович                   |
| Крохмаль Григорій                              |
| Крупнов Семен Герасимович                      |
| Крупський Олександр Іванович                   |
| Кузьменко Микола Лаврінович                    |
| Кулак Вікентій                                 |
| Куличенко Яків Іванович                        |
| Курявий Пилип С.                               |
| Курсенко Василь Трифонович                     |
| Кухаренко Микола                               |
| Куценко Никифор                                |
| Куцяк (Чалий) Петро Васильович                 |
| Кушнір Макар Олександрович                     |
| Л                                              |
| Лагунов Борис Ісакович                         |
| Лагунов Соломон Ісакович                       |
| Левадний Яків                                  |
| Левитський Микола Васильович                   |
| Левицький Микола Григорович                    |
| Левін Микола                                   |
| Левіт                                          |
| Левітський Валерій                             |
| Левченко Яків Прокопович                       |
| Лещенко Вакул                                  |
| Лещинський Яків                                |
| Линник (Лилик) Никифор                         |
| Линник Василь (Влас)                           |
| Лисенко                                        |
| Лисенко Григорій                               |
| Лисенко Кіндрат Павлович                       |
| Лисенко Степан                                 |
| Лисиченко Дмитро Михайлович                    |
| Лисиченко Марія                                |
| Лисетчук Михайло Степанович                    |
| Лисовський Павло                               |
| Лихнякевич Анастасій                           |
| Личко Денис                                    |
| Лібензон Ілля                                  |
| Лівицький Андрій Миколайович                   |
| Лісовий Прокіп                                 |
| Літваков Мойсей Ілліч                          |
| Лобода Никифор Маркович                        |
| Лопушенко Іван                                 |
| Лоський Костянтин Володимирович                |
| Лукашевич Кіндрат                              |
| Луценко Іван Митрофанович                      |
| Любинський Микола Михайлович                   |
| Любинська Клавдія                              |
| Любченко Панас Петрович                        |
| Ляхно Опанас Петрович                          |
| М                                              |
| Мазіренко Петро Іларіонович                    |
| Маєвський Йосип Альбінович                     |
| Майорко Михайло Григорович                     |
| Майстренко Павло                               |
| Майстро Іван                                   |
| Макаренко Кузьма                               |
| Макаренко Тодосій Якович                       |
| Малашко Михайло Васильович                     |
| Мандрика Микита Іванович                       |
| Манько Демид Федорович                         |
| Мартос Борис Миколайович                       |
| Марцинюк Трохим Пилипович                      |
| Марченко Іван                                  |
| Марченко Максим                                |
| Маршак Яків Ізраїлевич                         |
| Маслій Онуфрій                                 |
| Масовець Іван                                  |
| Масюк Микита                                   |
| Матвієнко Іван                                 |
| Матеюк Антін Васильович                        |
| Матушевський Вітольд                           |
| Матяшевич Василь Федорович                     |
| Матяш Роман                                    |
| Маховер Іона                                   |
| Мацько Денис Макарович                         |
| Мацієвич Костянтин Андріанович                 |
| Мачушенко Володимир Сидорович                  |
| Машичів Пантелеймон                            |
| Мейзлер Герман                                 |
| Мельник Авксентій                              |
| Мельник Софрон                                 |
| Мельник Ю.                                     |
| Мендель Яків                                   |
| Менчиковський Фелікс Якович                    |
| Меренець Іван                                  |
| Меюс Петро                                     |
| Микитенко Петро                                |
| Миколайчук Іван Маркович                       |
| Михайленко Павло                               |
| Михайлець Василь                               |
| Михайличенко Гнат Васильович                   |
| Місевич Констянтин Федорович                   |
| Мірна Зінаїда Василівна (Хильчевська)          |
| Мірний Іван Іванович                           |
| Мірошник Олексій                               |
| Мірошник Петро                                 |
| Мовчанюк Каленик                               |
| Монченко Микола                                |
| Моргуліс Зіновій Григорович                    |
| Моржеєвський Болеслав                          |
| Морозов Василь Якович                          |
| Мосієнко Тихін                                 |
| Мудряк Андрій                                  |
| Мурляк Дмитро                                  |
| Мшанецький Петро                               |
| Н                                              |
| Набоков Іван                                   |
| Надобко Сергій                                 |
| Назаренко Павло                                |
| Назаренко ?                                    |
| Наконечний Никодим                             |
| Наріжний Олександр                             |
| Невгад Іван                                    |
| Немудрий Василь                                |
| Неронович Євген Васильович                     |
| Ніковський Андрій Васильович                   |
| Німець Федір Михайлович                        |
| Ніщеменко Корній Семенович                     |
| Новаковський Юда Соломонович                   |
| Новицький Віктор Ізмайлович                    |
| Нусінов Абрум                                  |
| О                                              |
| Огородній Михайло Іванович                     |
| Одинець Гаврило Матвійович                     |
| Одинець Сергій                                 |
| Околот-Околотенко Дмитро                       |
| Окольський                                     |
| Оліфер Іван Корнійович                         |
| Онацький Євген Дометійович                     |
| Онипко Борис                                   |
| Осадчий Тихін Іванович                         |
| Осипенко Степан Петрович                       |
| Осипів Михайло                                 |
| Осипчук Митрофан                               |
| Оснес Ісаак                                    |
| Островський Зельман Соломонович                |
| Отченаш Дмитро Лукич                           |
| Ошановський Василь                             |
| П                                              |
| Павелко Віктор Гаврилович                      |
| Павленко Павло                                 |
| Павленко Віктор Олексійович                    |
| Павличенко Тимофій Карпович                    |
| Павловський Михайло Кузьмич                    |
| Паламарчук Ксенофонт Сільвестрович             |
| Пальковський Тимофій                           |
| Паливода Опанас                                |
| Паляничка Федосій                              |
| Паночині Сергій                                |
| Панченко Логвин Сидорович                      |
| Панченко Михайло Юрійович                      |
| Пархоменко Петро                               |
| Патерило Григорій                              |
| Пасовський Леонід                              |
| Пащенко-Пасько Андрій Іванович                 |
| Пащенко Олімпіада Михайлівна (Шульмінська)     |
| Петренко Микола Трохимович                     |
| Певний Аполон Васильович                       |
| Перенада                                       |
| Перченок Вульф                                 |
| Петлюра Симон Васильович                       |
| Пилькевич Олександр Меркурійович               |
| Пиляй Кирило                                   |
| Письменний Степан Дмитрович                    |
| Питько                                         |
| Піскун                                         |
| Пісоцький Анатолій Андрійович                  |
| Підгаєцький Володимир Якович                   |
| Підгірський Самійло Максимович                 |
| Плевако Петро Антонович                        |
| Пліс Никифор                                   |
| Плохий Овсій                                   |
| Погорілко Павло Ферапонтович                   |
| Пожарський Петро Ничипорович                   |
| Позиненко Василь Якович                        |
| Полотай Антін Пантелеймонович                  |
| Полоз Михайло Миколайович                      |
| Полонський Андрій                              |
| Помазан Василь                                 |
| Пономаренко Федір                              |
| Попів Варлаам                                  |
| Попівський Василь Семенович                    |
| Поплавський Станіслав                          |
| Поплавко Віктор Родіонович                     |
| Постоловський Антін Олександрович              |
| Потішко Василь Якович                          |
| Порш Микола Володимирович                      |
| Приходнюк Гнат                                 |
| Приходько Віктор Кіндратович                   |
| Прокопович Костянтин                           |
| Прокопович С.                                  |
| Прохоренко Іван                                |
| Проява Опанас                                  |
| Пугач Ісаак Михайлович                         |
| Р                                              |
| Рабінович Лідія                                |
| Рабкін Нохим                                   |
| Радбиль Юхим Веніамінович                      |
| Рафес Мойсей Григорович                        |
| Рашавець Микола                                |
| Ревзіна Віра                                   |
| Ревуцький Аврам Шмуелович                      |
| Речмедило Корній                               |
| Рижій Іван Петрович                            |
| Різниченко Федір Микитович                     |
| Ровинський Дмитро Діомидович                   |
| Рогозинський Григорій                          |
| Рожанський Олексій                             |
| Рожченко Іван Григорович                       |
| Розенштейн Мойсей                              |
| Ролик                                          |
| Романенко Хома                                 |
| Романченко Іван Степанович                     |
| Романюк Семен Миколайович                      |
| Рубас Олексій Костянтинович                    |
| Рубінов Лейб                                   |
| Руденко Лоріон                                 |
| Рудий Федір                                    |
| Рудик Роман                                    |
| Рудкевич Ян                                    |
| Рудницький Валеріян                            |
| Русова Софія Федорівна                         |
| Рябчинський Василь                             |
| С                                              |
| Савон Архип                                    |
| Сагайдак Степан                                |
| Сагайдачний Гнат Мартинович                    |
| Саган Іван Данилович                           |
| Садківський Федір                              |
| Садовський Ілля                                |
| Саливон                                        |
| Салтан Микола Васильович                       |
| Саморуха Парфен Нечипорович                    |
| Самойлович Микола Павлович                     |
| Самсогин Валентин Андрійович                   |
| Сапожников Авраам                              |
| Свідерський Микола Олексійович                 |
| Севрюк Олександр Олександрович                 |
| Селецький Федір Йосипович                      |
| Семенець Григорій                              |
| Семеняга Тимофій                               |
| Сеньків Гнат                                   |
| Сергієнко Григорій                             |
| Сибірний Павло                                 |
| Сивокінь Василь                                |
| Сімашкевич Микола Васильович                   |
| Симоновський                                   |
| Сиркін Нохем-Мойше (Наум Соломонович)          |
| Скачко Маркіян                                 |
| Сквирський Володислав                          |
| Скловський Йосип Львович                       |
| Скрипчинський Петро Васильович                 |
| Скринников Олександр Костянтинович             |
| Скуйбіда Нечипір Якимович                      |
| Сливинський Олександр Володимирович            |
| Славинський Максим Антонович                   |
| Слюсаренко Микола                              |
| Слюсарчук Спиридон                             |
| Смачевський                                    |
| Смирнов Василь                                 |
| Соболів Кузьма                                 |
| Сокальський Іван Васильович                    |
| Соколан Корній Семенович                       |
| Сокольвак (Скольбак) Михайло                   |
| Соколов Олександр                              |
| Солониченко Іван                               |
| Соловей Яків                                   |
| Соробков                                       |
| Сотник Павло                                   |
| Сотник Пантелеймон                             |
| Сохацький Василь Феофанович                    |
| Сочинський Михайло                             |
| Старицька-Черняхівська Людмила Михайлівна      |
| Стасюк Микола Миколайович                      |
| Стахів Роман Данилович                         |
| Степура Іван                                   |
| Степаненко Аркадій Степанович                  |
| Степаненко Олександр Федорович                 |
| Степаненко Тимофій                             |
| Стерлін Лев                                    |
| Стецюк Абрам                                   |
| Стешенко Іван Матвійович                       |
| Стовбкненко-Зайченко Яків                      |
| Сторубель Федір Хомич                          |
| Сторчевський                                   |
| Сулизь Панас Харитонович                       |
| Сухий Захар                                    |
| Сушкевич-Сухоребрик Юрій                       |
| Т                                              |
| Табурлянський Терентій                         |
| Тележинський Михайло Теодорович                |
| Терещук Матвій                                 |
| Тернюк Григорій Федорович                      |
| Тертичний Сава Мефодійович                     |
| Тимофієнко Олександр                           |
| Тимошенко Андрій                               |
| Тимошенко Данило Хомич                         |
| Тимошенко Сергій Прокопович                    |
| Тимченко Євген Костянтинович                   |
| Тільман Гафт                                   |
| Ткалич Іван                                    |
| Ткаченко Данило Федотович                      |
| Ткаченко Михайло Степанович                    |
| Ткаченко Олексій                               |
| Ткаченко-Гордієнко Андрій                      |
| Томильченко Михайло Минович                    |
| Толпін Яків                                    |
| Трахтенберг                                    |
| Тржецяк                                        |
| Тригубенко Іван Михайлович                     |
| Трохименко Павло Петрович                      |
| Тьомкін Айзик Гершевич                         |
| Тушкан Павло Федорович                         |
| Туркало Костянтин Тимофійович                  |
| Тютюнник Юрій Йосипович                        |
| У                                              |
| Удод Борис                                     |
| Усенко Іван                                    |
| Ушкан Іван Опанасович                          |
| Ф                                              |
| Фамошняк Григорій Федорович                    |
| Феденко Панас Васильович                       |
| Федина Овсій                                   |
| Федорушко Петро                                |
| Фіалек Іполит Михайлович                       |
| Фінкельштейн Соломон Григорович                |
| Фішер Йосиф Аронович                           |
| Фомічов Іван                                   |
| Фрідковський                                   |
| Фрідман Ісаак                                  |
| Фурсевич Гнат                                  |
| Фухс Сара                                      |
| Х                                              |
| Халабуденко Опанас                             |
| Харченко Олександр                             |
| Хащеватський Мойсей                            |
| Хвиленко Захар                                 |
| Химерик Василь Феодосійович                    |
| Химиченко Петро Омелянович                     |
| Хідченко Кирило Григорович                     |
| Холод Павло Дементійович                       |
| Холодний Петро Іванович                        |
| Хоменко Олександр                              |
| Хоменко Павло Сильвестрович                    |
| Хомицький Микола                               |
| Хотовицький Микола Олександрович               |
| Христич Яким Гнатович                          |
| Христюк Павло Оникійович                       |
| Хургін Ісай Якович                             |
| Ц                                              |
| Циба Іван                                      |
| Цибульський Кузьма                             |
| Цьома Григорій                                 |
| Цірон Лев Якович                               |
| Ціхонь Роман                                   |
| Ч                                              |
| Чапківський Олександр Степанович               |
| Чеботар Микита                                 |
| Черановський Маркіян Григорович                |
| Черешнюк Михайло                               |
| Черниця Лаврентій                              |
| Чернопищук Тадей                               |
| Чернявський Арсен Петрович                     |
| Чечель Микола Флорович                         |
| Чечель Петро                                   |
| Чеховський Антін                               |
| Чикаленко Левко Євгенович                      |
| Чопівський Іван Андріанович                    |
| Чубар Василь                                   |
| Чудинов Микола Степанович                      |
| Чуприна Онуфрій Осипович                       |
| Ш                                              |
| Шальман Йосип                                  |
| Шатра Мейє                                     |
| Шаповал Микита Юхимович                        |
| Шаповал Харитон                                |
| Шаровський Василь Михайлович                   |
| Швед Василь                                    |
| Шведов Пилип                                   |
| Швець Федір Петрович                           |
| Шевченко Юлія                                  |
| Шелудько Іларіон                               |
| Шелухін Сергій Павлович                        |
| Шинкар Микола Ларіонович                       |
| Шкільний Антін                                 |
| Шкляр Василь Прокопович                        |
| Шкода Костянтин                                |
| Шлейченко Авксентій                            |
| Шлейфер Давид Шабсович                         |
| Шпирів Сергій Васильович                       |
| Шраг Ілля Людвигович                           |
| Шраг Микола Ілліч                              |
| Шрага Лейб Симонович                           |
| Шульгин Олександр Якович                       |
| Шумицький Андрій Андрійович                    |
| Шумський Олександр Якович                      |
| Ю                                              |
| Юда Данило                                     |
| Юдченко Григорій Климович                      |
| Я                                              |
| Якименко Григорій                              |
| Яковлів Андрій Іванович                        |
| Якут Кузьма                                    |
| Яременко Ничипір                               |
| Ярошенко Іван                                  |
| Яценко-Жук Антін Іванович                      |
| Ященко Максим                                  |
| Ященко Федір                                   |
| Янко Олександр Петрович                        |